# Vince Mátyás
Vince Mátyás (Budapest, 1946. december 31. –) Rózsa Ferenc- és Opus-díjas újságíró, az MTI volt elnöke.

## Életpályája
1970-ben a Marx Károly Közgazdaságtudományi Egyetemen végzett. (a Közgazdász hetilapnál cikkeket írt).)
Gyakornokként a Magyar Kereskedelmi Kamara napilapjánál, a napi Világgazdaságnál működött. 1973-ban Vietnámban dolgozott tolmácsként a békefenntartó egységek magyar kontingensénél. Hazatért, lapjának munkatársa, rovatvezető-helyettese, majd rovatvezetője lett.
1979. április 1-jén lett a Heti Világgazdaság (később nevén csak HVG) alapító főszerkesztője. Ekkoriban tagja volt főállásán kívül a Világgazdaság és a Turizmus szerkesztő bizottságának, társszerkesztőként működött közre Tourinform időszaki kiadványnál, amelyet az Országos Idegenforgalmi Hivatal jelentetett meg, főszerkesztője volt az Idegenforgalom című kiadványnak.
A rendszerváltás Amerikában találta: 1988–90-ben az USA fővárosában a Világbank Transition című kiadványának alapító szerkesztőjeként dolgozott. Hazatért, majd az elnöke lett a Napi Világgazdaság szerkesztő bizottságának, a Figyelő Rt. igazgatótanácsának.
1991 utáni pozíciói:
- főszerkesztő – Napi-, ill. Teszt Magazin
- főszerkesztő – Magyar Hírlap
- főszerkesztő – HVG elektronikus kiadás
- ügyvezető igazgató – Matávnet Kft.
- elnökségi tag – Országos Fogyasztóvédelmi Egyesület
- igazgatósági tag – Kopint-Datorg Rt.
- ügyvezető – Gazdasági Média Kft.
- igazgatósági tag – Middle Europe News Kft.
- főszerkesztő – Business Hungary (2001 óta)
- elnökségi tag – MÚOSZ (1994 óta)
- alelnök – MÚOSZ (1997 óta)

2002-ben a Mádl Ferenc, a Magyar Köztársaság elnöke öt évre kinevezte a Magyar Távirati Iroda Rt. elnökének. Sólyom László köztársasági elnök 2007. december 1-jei hatállyal újabb ötévi időtartamra nevezte ki. 2010 végén azonban, a Fidesz hatalomra kerülése után, az MTI átszervezése címén, az elnöki tisztséget megszüntetve eltávolították és Belénessy Csabát nevezték ki vezérigazgatónak.

## Kötetek
- LEGek könyve '84; szerk. Erdős Ákos, Vince Mátyás; ILK, Bp., 1984[6]
- Szenzáció. A XX. század a magyar napisajtó címlapjainak tükrében, 1900–1990; vál., bev., sajtótörténeti visszapillantások Vince Mátyás; Gazdasági Média, Bp., 1996[7]
- Antiszemita közbeszéd Magyarországon 2000-ben, 2001-ben (társszerkesztő)[8]
- Darvas Iván emlékkönyv; főszerk. Vince Mátyás; MTI, Bp., 2007 (Film, színház, muzsika)[9]
- Kor-képek, 1948–1955; főszerk. Vince Mátyás, szerk. Féner Tamás; MTI, Bp., 2007[10]
- Kor-képek, 1957–1967; főszerk. Vince Mátyás, szerk. Féner Tamás; MTI, Bp., 2008[11]
- Törőcsik Mari; főszerk. Vince Mátyás; MTI, Bp., 2009 (Film, színház, muzsika)[12]
- Kor-képek, 1989–1994; főszerk. Vince Mátyás, szerk. Féner Tamás; MTI, Bp., 2009
- Kállai Ferenc; főszerk. Vince Mátyás; MTI, Bp., 2009 (Film, színház, muzsika)
- Kor-képek, 1968–1979; főszerk. Vince Mátyás, szerk. Féner Tamás; MTI, Bp., 2010
- Kor-képek, 1980–1989; főszerk. Vince Mátyás, szerk. Féner Tamás; MTI, Bp., 2010
- Királyok, hősök, vezérek. A történelem formálói Kleopátrától Mandeláig; főszerk. Gál J. Zoltán, szerk. Vince Mátyás; Bookazine Kft., Bp., 2014 (Bookazine-történelem)[13]
- Minden megoldás érdekel. A XX. század Magyarországa apróhirdetések tükrében; Kossuth, Bp., 2020[14]

## Díjai, elismerései
- Rózsa Ferenc-díj (1989)
- Opus-díj
- Táncsics Mihály-díj (2010) – Visszaadta 2013-ban.